# 통관항

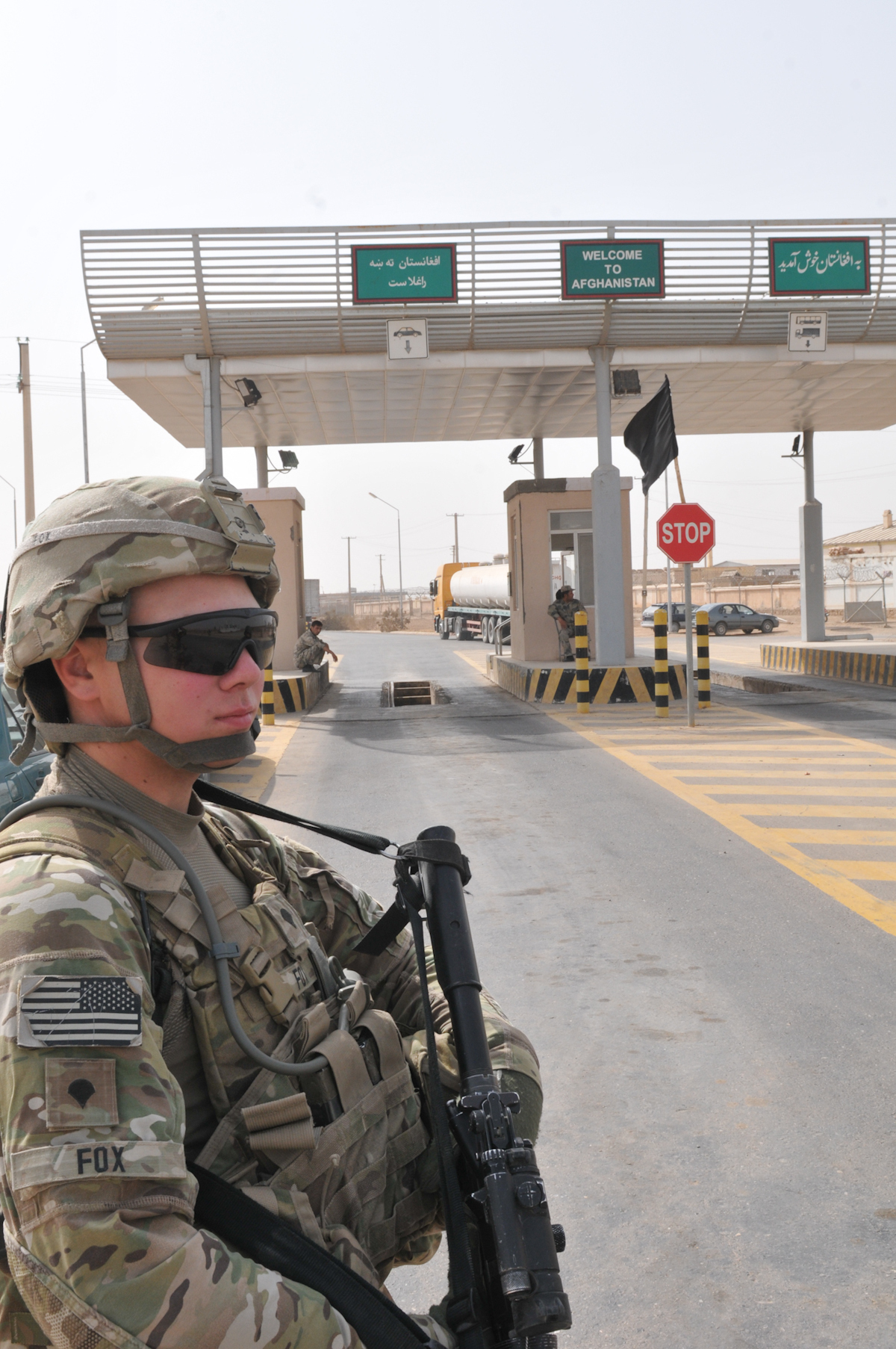
아프가니스탄 북부 Shir Khan Bandar의 통관항

통관항(通關港 영어: Port of entry)은 타국에서 출발한 사람, 동·식물, 물자가 합법적으로 들어올 수 있는 장소를 말한다. 공항이나 항구가 주로 이용되며, 서로 국경을 접하거나 교량 및 해저 터널로 연결된 국가 사이에는 국경 검문소가 이용된다. 사람은 입국 심사를, 동·식물은 검역을, 물자는 세관을 거쳐야 한다. 통관을 위한 시설이 갖추어지지 않은 공항과 항구는 통관항으로 이용될 수 없다.
대한민국에서는 김해국제공항, 부산항, 인천국제공항, 인천항이 주요 통관항으로 이용되고 있다.
통관항을 통하지 않고 비합법적으로 들어오는 경우는 모두 밀입국 및 밀수입으로 간주되며, 각 국가의 법률에 따라 처벌될 수 있다. 또한, 다음에 해당하는 경우에는 통관항을 통하더라도 입국 및 통관이 거절된다.
1. 유효한 여권 및 사증을 소지하지 않았거나 각 국가의 출입국관리규정에 의거 입국이 금지된 외국인.
2. 질병을 앓고 있거나 위험하다고 판단된 동·식물.
3. 품질이 불량한 식품, 마약(사우디아라비아, 싱가포르 등의 국가는 마약을 소지하면 사형에 처해진다.) 등의 해로운 약물, 총기류 등 자국민에게 위해를 끼칠 수 있는 물품.(이슬람 국가는 주류와 음란물의 반입도 금지)

## 같이 보기
- 경계 (지리학)
- 국경검문소
- 출입국관리
- 세관
- 솅겐 협정